# Quark duyên
Quark duyên thuộc họ fermion, nhóm quark, thế hệ thứ hai. Lý thuyết của hạt được đưa ra vào năm 1970 bởi Sheldon Glashow, John Iliopoulos, Luciano Maiani, và được thực nghiệm vào 1974 bời Samuel C.C. Ting và Burton Richter.

## Hadronchứa Quark duyên
Một số Hadron chứa quark duyên trong thành phần:
- Các D meson gồm quark duyên (hoặc phản quark duyênƯ và một Quark lên hoặc Quark xuống.[1]
- D meson lạ chứa quark duyên và quark lạ
- Có nhiều trạng thái charmonium, ví dụ như hạt J/ψ. Chúng bao gồm một quark duyên và phản quark duyên.
- Các Baryon duyên được đặt tên tương tự Λ+
c